# Pont-canal de Chantemerle
Le pont-canal de Chantemerle est un pont-canal situé sur la commune française de Vaux, dans le département de l’Allier. Il permet au canal de Berry de franchir la rivière Magieure.

## Description
Par voie d’eau, le site se trouve à 10 kilomètres de Montluçon, à 39 kilomètres de Saint-Amand-Montrond et à 60 kilomètres de Fontblisse.
Ses dimensions sont les suivantes :
- longueur totale : 27 m, sur trois arches surbaissées.
- largeur de la voie d’eau : 4 m.

L’écluse attenante à l’édifice possède un gabarit hors-normes pour le canal : 4 mètres de largeur pour 34 mètres de longueur, et corrige une différence de bief de plus de 3 mètres.

## Histoire
La construction du pont, conçu par l’ingénieur Joseph-Michel Dutens, fut achevée en 1825 ; à l’instar du pont-canal de la Tranchasse, il connut des problèmes d’étanchéité qui conduisirent à des restaurations, en 1853 et en 1898.
Un important travail de restauration, financé par les collectivités territoriales et le mécénat, a été achevé en 2018.